# Stuart Burge
Stuart Burge CBE (Brentwood, Essex, 15 de gener de 1918 - 24 de gener de 2002) va ser un director d'escena i cineasta, actor i productor anglès.
Fill de H.O Burge, pel seu matrimoni amb K.M Haig, Burge es va educar a Eagle House School, Sandhurst i Felsted School, Essex, després es va formar per lna carrera d'actor a l'Old Vic, 1936-37 i a Oxford Rep, 1937 -38. Va tornar a l'Old Vic i va aparèixer al teatre West End en 1938–39. Durant la Segona Guerra Mundial va servir en el Cos d'Intel·ligència de l'Exèrcit Britànic. Després de la guerra, va tornar a la seva carrera d'actor al Bristol Old Vic, al Young Vic i al Commercial Theatre, entre 1946 i 1949.
Va ser director des del 1948. Va ser responsable de moltes produccions distingides tant en escena com en televisió, incloses quatre adaptacions cinematogràfiques d'obres de teatre.
Es va casar amb Josephine Parker, una actriu estatunidenca, i van tenir cinc fills: Lucy Burge, Stephen Burge, Nicholas Burge, Matthew Burge i Emma Burge.

## Filmografia

### Com a director
- 1959 : Back to Back (TV)
- 1959 : Julius Caesar (TV)
- 1959 : The Third Man (TV)
- 1959 : The Waltz of the Toreadors
- 1959 : Crime of Passion (TV)
- 1960 : There Was a Crooked Man
- 1962 : The Ghost Sonata (TV)
- 1963 : Uncle Vanya
- 1964 : Danger Man (TV)
- 1965 : Othello
- 1966 : Nelson: A Study in Miniature (TV)
- 1967 : The Mikado
- 1967 : Play with a Tiger (TV)
- 1970 : Married Alive (TV)
- 1970 : Julius Caesar
- 1974 : Fall of Eagles (TV)
- 1975 : Under Western Eyes (TV)
- 1976 : Bill Brand (TV)
- 1978 : Rumpole of the Bailey (TV)
- 1981 : Sons and Lovers (TV)
- 1982 : Play for Tomorrow (TV)
- 1983 : The Home Front (TV)
- 1983 : The Old Men at the Zoo (TV)
- 1984 : Much Ado About Nothing (TV)
- 1986 : The Importance of Being Earnest (TV)
- 1986 : Naming the Names (TV)
- 1986 : Breaking Up (TV)
- 1988 : Dinner at Noon (TV)
- 1988 : The Rainbow (BBC miniseries)
- 1989 : Chinese Whispers (TV)
- 1991 : The House of Bernarda Alba (TV)
- 1992 : After the Dance (TV)
- 1993 : The Wexford Trilogy de Billy Roche: A Handful of Stars, Poor Beast in the Rain and Belfry (BBC TV)
- 1994 : Seaforth (TV)

### Com a actor
- 1953 : Malta Story (Paolo)